# Цифрова підстанція
Цифрова́ підста́нція (ЦПС) — підстанція, обладнана комплексом цифрових пристроїв (терміналів) для вирішення завдань релейного захисту та автоматики (РЗА) і АСК ТП — реєстрації аварійних подій (РАП), обліку та контролю якості електроенергії, телемеханіки. Все обладнання комунікується між собою і центральним сервером об'єкта по послідовних каналах зв'язку на єдиних протоколах.

## Цілі та завдання
Цілі створення цифрової підстанції:
- Уніфікація інформаційних протоколів обміну даними.
- Забезпечення інтероперабельності пристроїв.
- Скорочення кабельного господарства.
- Забезпечення спостережуваності каналів збору, передавання інформації та управління.
- Зниження метрологічних втрат у вторинних колах.
- Спрощення способів тиражування первинної інформації.
- Спрощення механізмів повірки пристроїв.
- Застосування пристроїв з оновлюваним програмним забезпеченням.
- Уніфікація механізмів конфігурування підстанції.
- Формування єдиної системи діагностики. Перехід до виконання віддаленої функціональної діагностики.
- Забезпечення інформаційної безпеки енергооб'єкта.
- Перехід до обслуговуються підстанцій.
- Зниження капітальних витрат по кабелю і монтажу;
- Усунення монополії постачальника термінального обладнання за рахунок стандартизації та уніфікації мережевих інтерфейсів і протоколів;
- Зниження експлуатаційних витрат;
- Підвищення надійності роботи підстанції за рахунок:
  - коштів самодіагностики терміналів та інформаційних мереж з можливістю раннього виявлення позаштатних режимів роботи обладнання;
  - виключення несанкціонованих і неправильних дій персоналу;
  - застосування волоконно-оптичних ліній зв'язку, що забезпечують ідеальну гальванічну розв'язку.

Переваги при переході до передавання сигналів у цифровому вигляді на всіх рівнях управління ПС:
- істотне скорочення витрат на кабельні вторинні ланцюги та канали їхні прокладки за рахунок наближення джерел цифрових сигналів до первинного обладнання;
- підвищення електромагнітної сумісності сучасного вторинного устаткування - мікропроцесорних пристроїв і вторинних ланцюгів завдяки переходу до оптичного зв'язку;
- спрощення і, зрештою, здешевлення конструкції мікропроцесорних інтелектуальних електронних пристроїв за рахунок виключення трактів введення аналогових сигналів;
- уніфікації інтерфейсів пристроїв IED, спрощення взаємозамінності цих пристроїв (у тому числі заміна пристроїв одного виробника на пристрої іншого виробника) тощо.

## Склад та комплектація
Цифрова підстанція комплектується інтелектуальним вторинним устаткуванням, що працює на єдиному стандартному протоколі обміну інформацією - IEC 61850. Містить високовольтні цифрові вимірювальні оптичні трансформатори струму і напруги, багатофункціональні прилади вимірювання та обліку, станційна шина і шина процесу, система синхронізації, система відображення та управління підстанцією (SCADA).